# Agrotis capayana
Agrotis capayana là một loài bướm đêm trong họ Noctuidae.